# Praia da Poça das Mujas
A  Praia da Poça das Mujas  é uma zona balnear Costeira portuguesa que se localiza no lugar dos Fetais da Calheta, freguesia da Calheta de Nesquim, município das Lajes do Pico, ilha do Pico, arquipélago dos Açores.
Esta zona balnear apresenta-se como um local isolado e onde é possível encontrar tranquilidade. Dado o seu isolamento não tem infra-estruturas de apoio, facto que contribui para que mantenha o seu aspecto naturalmente e selvagem.
Encontra-se próxima a Zona de Lazer do Morricão, local este, onde é possível encontrar uma piscina natural formada por rochas vulcânicas.